# Flugabwehrraketengeschwader 1
Das Flugabwehrraketengeschwader 1 (FlaRakG 1) ist ein Verband der Luftwaffe mit Standorten in Husum, Sanitz, Bad Sülze und Panker. Das Geschwader ist mit dem Flugabwehrraketensystem Patriot ausgestattet.
Seit dem 1. Juli 2015 ist das Flugabwehrraketengeschwader 1 dem Luftwaffentruppenkommando in Köln-Wahn unterstellt.

## Geschichte
Das Flugabwehrraketengeschwader 1 wurde 1959 als Flugabwehrregiment 3 in Essen-Kupferdreh aufgestellt. Im gleichen Jahr erfolgte die Verlegung nach Bocholt, 1960 nach Osnabrück. 1965 wurde es mit Einführung des Waffensystems Hawk in Flugabwehrraketenregiment 3 umbenannt und nach Krummenort bei Rendsburg verlegt. 1967 zog der Verband nach Heide um. Dort wurde es 1989 zum Flugabwehrraketenkommando 1 und 1992 zum Flugabwehrraketengeschwader 1 umgegliedert.
1994 verlegte das Geschwader an seinen heutigen Standort. 2001 wurde das Waffensystem HAWK außer Dienst gestellt. Den Beinamen „Schleswig-Holstein“ hatte der Verband ebenfalls ab 1989. Zum 1. Oktober 2014 legte der Verband aufgrund der Integration weiterer, überregional gelegener Verbände, den Beinamen wieder ab.
Am 1. Januar 2011 übernahm das Geschwader offiziell die Verantwortung für das Nächstbereichschutzsystem MANTIS, das Leichte Flugabwehr System (LeFlaSys) Ozelot und das Luftraumüberwachungsradar LÜR von der in Auflösung befindlichen Flugabwehrtruppe des Heeres. Zum Betrieb dieser Systeme durch den Flugabwehrraketendienst der Luftwaffe wurde am 25. März 2011 die Flugabwehrgruppe am Standort Husum in Dienst gestellt. Die Aufgabe der später in Flugabwehrraketengruppe 61 umbenannten Flugabwehrgruppe am Standort Todendorf/Panker bestand darin, den Feldlagerschutz eigener Truppen sicherzustellen. Diese Gruppe wurde im April 2018 dem niederländischen Defensie Grondgebonden Luchtverdedigingscommando in Vredepeel unterstellt.
Das Flugabwehrraketengeschwader 1 war bis zum 30. Juni 2013 ein Verband der 4. Luftwaffendivision mit seinerzeit vier Flugabwehrraketengruppen, neben der 61. die 21., 24. und 26. Im Rahmen einer Umgliederung übergab Generalmajor Robert Löwenstein am 12. April 2013 auch das Kommando aller weiterer noch verbliebenen FlaRak-Verbände der Bundeswehr dem Kommodore des Flugabwehrraketengeschwaders 1.
Von Januar 2013 bis Dezember 2015 beteiligte sich der Verband mit dem Waffensystem Patriot an der NATO-geführten Operation Active Fence im südtürkischen Kahramanmaraş.
Für diesen Einsatz erhielt das Geschwader am 19. Juli 2016 den Prinz-Heinrich-Preis.
Als Reaktion auf den Angriffskrieg Russlands gegen die Ukraine beginnend am 24. Februar 2022 unterstützten deutsche Einheiten mit dem Flugabwehrsystem Patriot die Luftverteidigung von Partnern an der NATO-Ostflanke. Am 17. März 2022 verlegten zunächst zwei Kampfstaffeln der Flugabwehrraketengruppe 26 im Rahmen der einsatzgleichen Verpflichtung „Air Missile Defence Task Force enhanced Vigilance Activities Slovakia“ (AMD TF eVA SVK) von Husum ins slowakische Sliač. Es folgten am 23. Januar 2023, als eine Reaktion auf den Einschlag einer wahrscheinlich ukrainischen Flugabwehrrakete auf polnischem Staatsgebiet, die Entsendung von drei weiteren Kampfstaffeln der Flugabwehrraketengruppe 24 aus Bad Sülze ins polnische Zamość (AMD TF eVA POL). Zum Schutz des NATO-Gipfel in Vilnius 2023 am 11. und 12. Juli 2023 wurden die beiden Einheiten in der Slowakei sowie temporär eine Kampfstaffel aus Polen auf dem Flughafen Vilnius zusammengezogen. Damit endete für die deutsche Flugabwehr die Mission in der Slowakei. Die einsatzgleiche Verpflichtung in Polen wurde am 15. November 2023 ebenfalls beendet.

## Aufgaben

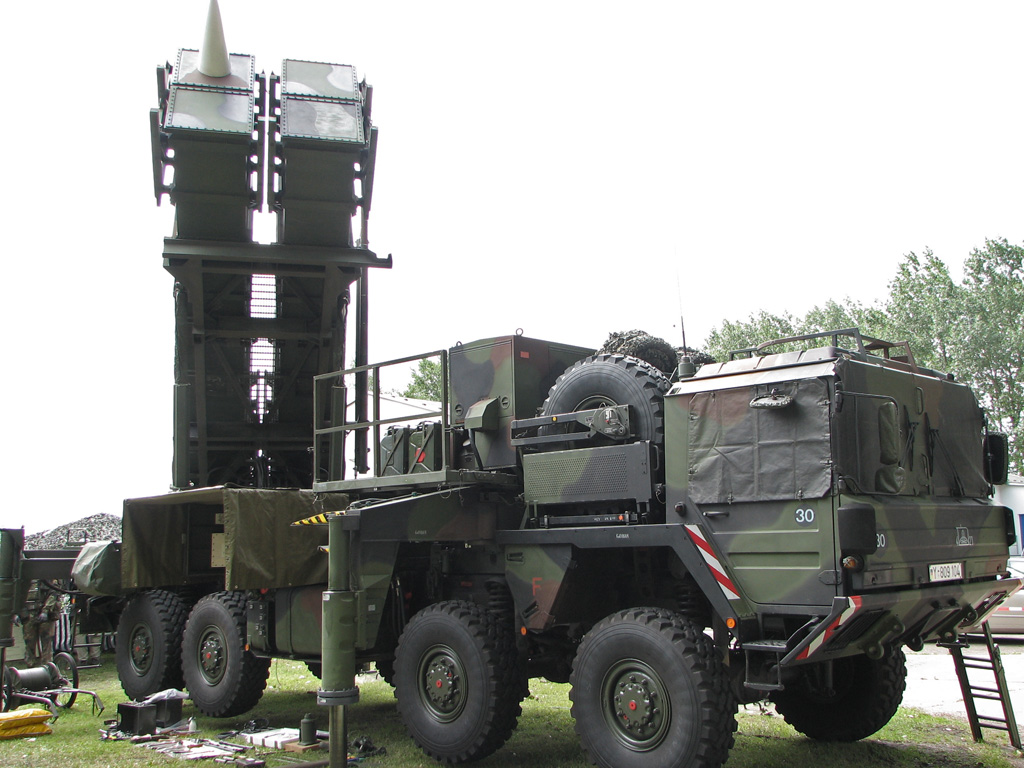
Startgerät des Flugabwehrraketensystems Patriot

Die Aufgabe des Verbands ist, mit dem Waffensystem MIM-104 Patriot zugewiesene Räume und Objekte gegen die Bedrohung durch Luftfahrzeuge und ballistische Flugkörper zu schützen.
Ferner greifen auch die Regionalen Sicherungs- und Unterstützungskräfte des Landeskommandos Schleswig-Holstein auf dessen Infrastruktur zurück.

## Gliederung
Dem Kommodore und seinem Stab sind die folgenden Verbände unterstellt:
- Flugabwehrraketengruppe 21 in Sanitz
- Flugabwehrraketengruppe 24 in Bad Sülze
- Flugabwehrraketengruppe 26 in Husum[4]
- Ausbildungszentrum FlaRak (AusbZFlaRak) in Husum[5]

Am 4. April 2018 wurde die deutsche Flugabwehrraketengruppe 61 in Todendorf (Panker) dem niederländischen Defensie Grondgebonden Luchtverdedigingscommando (DGLC) (deutsch Kommando Bodengebundene Luftverteidigung) unterstellt.

## Kommandeure und Kommodores
| Nr. | Name                                                    | Dienstgrad                                              | Beginn             | Ende               |
| --- | ------------------------------------------------------- | ------------------------------------------------------- | ------------------ | ------------------ |
| 1   | Gerhard Wösler                                          | Oberstleutnant                                          | 5. November 1959   | 30. Juni 1961      |
| 2   | Hans-Joachim Krause                                     | Oberstleutnant                                          | 1. Juli 1961       | 30. April 1963     |
| 3   | Wolfgang Klose                                          | Oberst                                                  | 1. Mai 1963        | 30. September 1967 |
| –   | Wahrnehmung der Geschäfte durch Kommandeur FlaRakBtl 38 | Wahrnehmung der Geschäfte durch Kommandeur FlaRakBtl 38 | 1. Oktober 1967    | 11. November 1968  |
| 4   | Gustav Reeckmann                                        | Oberst                                                  | 12. November 1968  | 10. September 1969 |
| 5   | Otto Frank                                              | Oberst                                                  | 1. Oktober 1969    | 3. März 1971       |
| 6   | Hans-Joachim Willert                                    | Oberst                                                  | 4. März 1971       | 30. September 1974 |
| 7   | Adolf Ebener                                            | Oberst                                                  | 2. Januar 1975     | 17. September 1976 |
| 8   | Karl Sasse                                              | Oberst                                                  | 17. September 1976 | 10. September 1979 |
| 9   | Georg Kresser                                           | Oberst                                                  | 10. September 1979 | 31. März 1981      |
| 10  | Harald Köster                                           | Oberst                                                  | 1. April 1981      | 30. März 1988      |
| 11  | Michael Vollstedt                                       | Oberst                                                  | 1. April 1988      | 30. September 1990 |
| 12  | Bernhard Müller                                         | Oberst                                                  | 1. Dezember 1990   | 21. September 1993 |
| 13  | Wilhelm von Spreckelsen                                 | Oberst                                                  | 22. September 1993 | 18. Dezember 1996  |
| 14  | Gerald Grimmer                                          | Oberst                                                  | 19. Dezember 1996  | 31. März 2002      |
| 15  | Anton Mages                                             | Oberst                                                  | 1. April 2002      | 21. Juni 2004      |
| 16  | Axel Schmidt                                            | Oberst                                                  | 22. Juni 2004      | 18. Januar 2007    |
| 17  | Bernhardt Schlaak                                       | Oberst                                                  | 19. Januar 2007    | 19. Mai 2008       |
| 18  | Tilo Maedler                                            | Oberst                                                  | 19. Mai 2008       | 27. September 2011 |
| 19  | Marcus Ellermann                                        | Oberst                                                  | 27. September 2011 | 24. März 2014      |
| 20  | Bernd Stöckmann                                         | Oberst                                                  | 24. März 2014      | 23. September 2016 |
| 21  | Arnt Kuebart                                            | Oberst                                                  | 23. September 2016 | 2. August 2018     |
| 22  | Andreas Noeske                                          | Oberst                                                  | 2. August 2018     | 24. Februar 2021   |
| 23  | Jörg Sievers                                            | Oberst                                                  | 24. Februar 2021   | 8. September 2023  |
| 24  | Alexander Zoklits                                       | Oberst                                                  | 8. September 2023  |                    |